# Automotore FS 206
Gli automotori del gruppo FS 206, e i successivi FS 207 e 208 sono comunemente conosciuti con i soprannomi di "sogliole" e in particolare gli automotori dei gruppi FS 207 e 208 sono conosciuti anche come "i Badoni" poiché come i successori dei gruppi 210 e 211, sono una realizzazione della fabbrica Antonio Badoni Lecco (ABL), su licenza della fabbrica tedesca Breuer, mentre il gruppo 206 venne realizzato sempre su licenza Breuer dalle Officine Costamasnaga di Costamasnaga.

Automotore da manovra 206.006 presso il deposito locomotive di Treviso

Il nomignolo di "sogliola" venne loro assegnato a causa della loro forma tipica: la cabina di manovra, unica e centrale era stretta e verticale, atta ad occupare pochissimo spazio tra i rotabili trainati, come del resto era contenuta la lunghezza complessiva di tutto il rotabile. In Nord Africa vennero invece chiamate "scatole di sardine" o anche "armadi viaggianti".
Nelle intenzioni progettuali il rotabile era destinato alle manovre nei piccoli scali ferroviari, nei depositi, nei raccordi civili e militari, di semplice manovrabilità e quindi adatto ad un uso universale.
Gli automotori del tipo "sogliola" vennero forniti anche all'Esercito, all'Aviazione e alla Marina italiana e prestarono servizio anche in Nord Africa nell'ultima guerra. Prodotto in svariate centinaia di unità hanno prestato servizio nelle Ferrovie dello Stato fino agli anni ottanta e vennero acquisiti anche da numerose società private per il servizio di movimentazione carri merci all'interno dei raccordi ferroviari industriali dove qualche esemplare presta ancora servizio.
La motorizzazione degli automotori del Gruppo 206 all'origine a benzina venne successivamente sostituita con un propulsore Diesel.
Gli automotori 206 - 207 e 208 avevano pressoché le stesse dimensioni e caratteristiche e differivano solo nella motorizzazione e nel peso in servizio, maggiore di una tonnellata nella serie 208.

## Caratteristiche
Gli automotori da manovra 206 erano del tipo OCM IV B, ex gruppo 4000, costruiti in 10 esemplari su licenza della ditta tedesca Breuer tra il 1931 e il 1932 dalle Officine Costamasnaga di Como hanno prestato servizio fino al 1984; inizialmente erano dotati di propulsore a benzina, sostituito nel 1955, in occasione delle Grandi Riparazioni, con un propulsore Diesel BRIF D65 N4L.
La trasmissione era meccanica a catena di trasmissione e corona dentata con cambio a quattro velocità. Il carrello era a ruote piccole da 500 mm, a due assi motori. La velocità massima era di 30–40 km/h del tutto sufficiente allo scopo per cui il mezzo era stato costruito.
- L'automotore 207.020 è conservato presso il Museo FS dei rotabili storici di Pietrarsa;
- L'automotore 207.040 è esposto al Museo ferroviario di Trieste Campo Marzio;
- L'automotore, tipo IV, ABL 4581 costruito nel 1947 facente parte della collezione Ogliari è ora esposto nel parco e museo del volo di VOLANDIA a Somma Lombardo.
- N° 2 sogliole alienate dall'Esercito Italiano sono state acquisite dal Museo Ferroviario Piemontese di Torino. ABL 4729 restaurata funzionante;
- L'automotore 207.023 costruito da Badoni nel 1934 è ancora funzionante nel Museo Ferroviario della Puglia a Lecce;
- L'automotore ABL 4102 è esposto a Verona, presso il centro direzionale del consorzio ZAI;
- L'automotore ABL 4703 costruito nel 1957 è esposto e funzionante presso il Museo Nazionale dei Trasporti di La Spezia;
- L'automotore tipo IV N, matricola 0415 del 1938, è stato acquisito dalla FTI - Ferrovie Turistiche Italiane, sezione Ferrovia Basso Sebino, che l'ha fatto restaurare da un'azienda privata, rendendolo nuovamente operativo. L'automotore restaurato, che porta ora la marcatura 208.003, fu costruito dalla Badoni nel 1938 per il Genio Ferrovieri e successivamente acquisito dalle Trafilerie Gnutti di Chiari dove prestò servizio fino all'accantonamento avvenuto nel 1990; nel 2009 fu infine donato all'associazione Ferrovia Basso Sebino[4].
- L'automotore FCV L 914, ex Casalecchio-Vignola, è stato restaurato da parte di SVF nella Rimessa Locomotive di Primolano, dal 2017 al 2019 ed oggi è perfettamente funzionante.